# Hohn (Much)
Hohn ist ein Ortsteil der Gemeinde Much im nordrhein-westfälischen Rhein-Sieg-Kreis. 

## Lage
Hohn liegt an der Quelle des Hohner Baches auf den Hängen des Bergischen Landes. Nachbarorte sind Stompen im Norden, Höhnchen im Süden und Bennrath im Westen. Das Dorf ist über die Landesstraße 352 erreichbar.

## Geschichte
Hohn wurde 1559 erstmals urkundlich erwähnt.
1910 war Hohn ein Weiler mit 46 Einwohnern. Verzeichnet waren die Haushalte Ackerin Wwe. Johann Behr, Handelsmann Peter Dick, Ackerin Wwe. Johann Kramer, Ackerer Joh. Martin Krimmel, Ackerer Joh. Peter Krimmel, Ackerin Wwe. Peter Kurtenbach, Ackerer Peter Josef Ludwig, Schneider Joh. M. Söntgerath, Hausierer Wilhelm Stommel sowie die Ackerer der Familien Vollmar: Christian, Josefa, Peter, Peter Josef, Philipp und Wilhelm.